# Кодекс Осуна

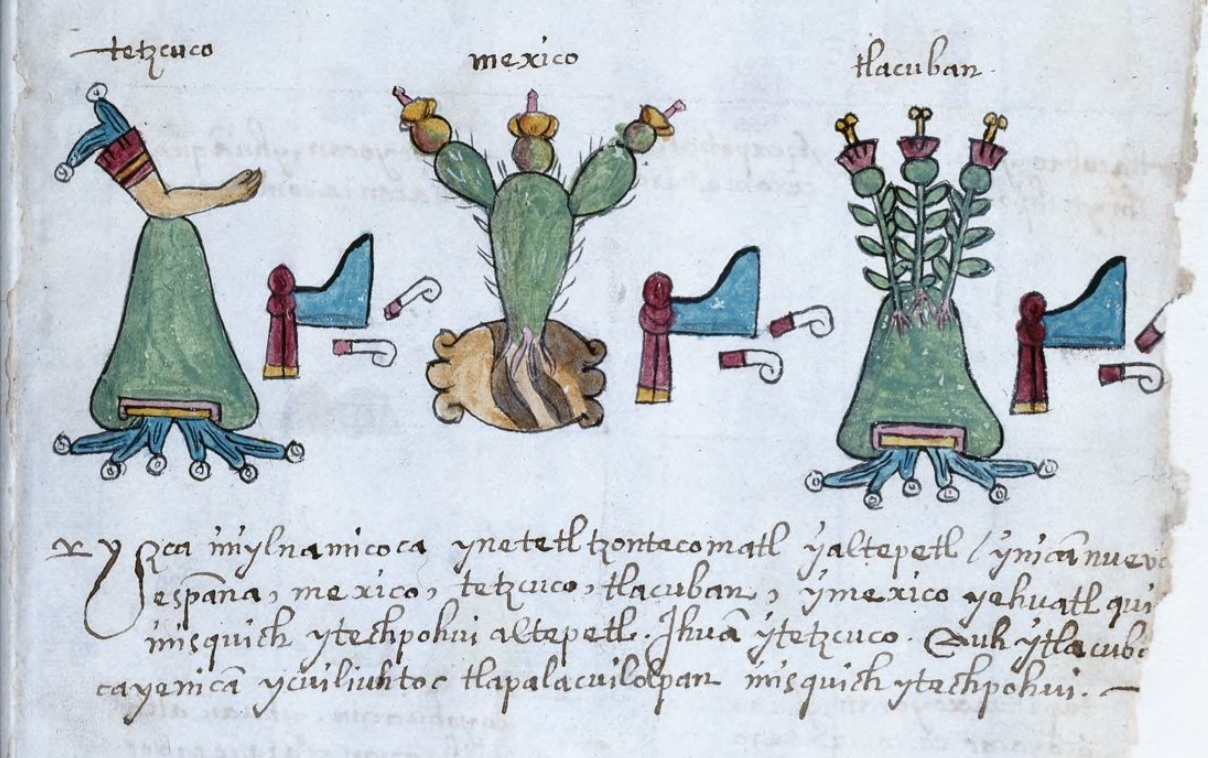
Кодекс Осуна (уривок)

Кодекс Осуна (Codex Osuna) — один з ацтекських кодексів, створених у 1560-х роках. Складається з малюнків з коментарями мовою науатль латинською абеткою. Отримав назву нач есть Маріано Теллеса Гріона-і-Бофора, герцога Осуна. Натепер є частиною зібрань національної бібліотеки (Мадрид).

## Історія
Створено у 1565 році на замовлення Луїса де Веласко, 2-го віце-короля Нової Іспанії. Кодекс спочатку містив виключно зображення. Текст на мові науатль і різні деталі були додані пізніше, а іспанський переклад з науатль було зроблено Ігнасіо Кастільо та Марією-дель-Кармен Камачо.
При його створені створено текст листа Педро Гате до короля і імператора Карла V Габсбурга 1552 року щодо руйняування старовинних ацтекських булівель й зведення нових, іспанських.
Власником кодексу став 12-й герцог Осуна, після смерті якого у 1882 році передано до Національній бібліотеці у Мадриді. Ще раніше, у 1878 році, опубліковано у Мадриді. У 1947 році вперше опубліковано у Мексиці Інстинтутом автохтонів Месоамерики під редакцією Луїса Чавеса Ороско.

## Опис
Написано на європейському папері, складається із 7 самостійних частин, 644 аркушів. Мексиканська редакція становить 158 сторінок.

## Зміст
Є важливим джерелом з економічних відносин у Мексиканський долині часів Ацтекської імперії. Фактично є збіркою офіційних документів, в яких йдеться про будівництвом католицьких церков, палаців, осель, оплата за них. Перераховується 60-70 кальпуллі в Мексиканській долині — біля міст Мехіко, Тлателолько, Тула, Такуба, їх економічні відносини. Місцеві вожді скаржаться на неплатежі за здійснені роботи та податки.
Інші частини присвячені опису загарбання іспанцями корінних народів Мексики, надаються переліки власників енкомьєнди. Подаються відомості з падіння чисельності інданців, негативний вплив на ситуацію погіршення демографічної ситуації серед корінного населення.
Цікавою є відомості з процесу виражування кактусів для створення фарби кошенілі. Ще одна частина оповідає про працю у текстильних майстернях та каменярнях.